# María Isabel Salud Areste
María Isabel Salud Areste (Sant Climent de Llobregat, 17 de setembre de 1961) és una política espanyola membre d'Esquerra Unida. Ha estat diputada per la circunscripción electoral de Guipúscoa des del 12 de juliol de 2016 fins al 5 de març de 2019, per a la XII Legislatura Espanyola.

## Trajèctòria
Isabel Salud va treballar com a administrativa a Barcelona dels 16 als 19 anys. L'any 1991 va obtenir una plaça de funcionària administrativa a l'Ajuntament d'Eibar (Guipúscoa). Va treballar al departament d'obres fins a l'any 1998. Des d'aleshores fins al juny de 2016 treballà d'assessora sindical de CCOO, a aquest consistori i a altres administracions locals de Gipuzkoa.
Membre d'Unides Podem, Isabel Salud ha estat diputada d'aquesta coalició al Congrés per Gipuzkoa des del 2016 fins al 2019, i coordinadora General d'Ezker Anitza-IU des de l'any 2012, càrrec que va assumir després de dimitir com a Secretària General del PCE-EPK. S'inicià en el moviment veïnal al seu poble natal, Sant Climent de Llobregat, als anys 80, passant a ser regidora durant dues legislatures fins que es va traslladar a viure a Euskadi per motius personals. A Euskadi ha exercit tasques de responsabilitat en moviments socials i d'organització a l'EPK. L'any 2016 s'incorporà a les tasques de diputada d'Units Podem al Congrés, després que en les eleccions generals del 26 de juny de 2016 fos elegida diputada per Guipúscoa al Congrés dels Diputats, càrrec que ocupà fins al de març de 2019. També ha estat delegada i assessora sindical de Comissions Obreres (CCOO) a l'administració local a Gipuzkoa.